# HESCO бастион
Бастионът HESCO е модерен тип габион, кръстен на британската компания, която го е разработила.
Техническите средства за укрепващо оборудване на района се състоят от рамка, изработена от тел и плътна тъкан, която пълнена пясък или пръст, като правило, с помощта на багер. Използва се за обстрел или овладяване на наводненията. Разработен е през 80-те години. За разлика от торбите с пясък, бастионът HESCO с дължина до няколкостотин метра може да бъде разположен и подготвен за пълнене с пясък от машини в рамките на няколко минути.